# Leonid Marjagin
Leonid Marjagin (Mosca, 26 febbraio 1937 – Mosca, 16 settembre 2003) è stato un regista sovietico.

## Filmografia parziale

### Regista
- Vas ožidaet graždanka Nikanorova (1978)
- Nezvannyj drug (1981)
- 101-j kilometr (2001)